# Франк, Герт
Герт Франк (дат. Gert Frank; 15 марта 1956, Хобро, Ольборг — 19 января 2019) — датский трековый и шоссейный велогонщик, выступавший в 1972—1986 годах. Бронзовый призёр летних Олимпийских игр в Монреале в командной гонке на время, победитель и призёр чемпионатов Европы, специалист по шестидневным велогонкам на треке.

## Биография
Герт Франк родился 15 марта 1956 года в городе Хобро, Дания.
В 1972—1974 годах активно выступал на различных юниорских соревнованиях, становился чемпионом Дании среди юниоров.
Первых серьёзных успехов в шоссейном велоспорте добился в сезоне 1976 года, когда выиграл серебряную медаль на взрослом чемпионате Дании в командной гонке и стал третьим в групповой гонке среди любителей. Принял участие в «Тур де л’Авенир», где финишировал третьим на одном из этапов и занял 24 место в генеральной классификации. Вошёл в основной состав датской национальной сборной и благодаря череде удачных выступлений удостоился права защищать честь страны на летних Олимпийских играх в Монреале — в шоссейной командной гонке на время вместе с Йёрном Лундом, Вернером Блаудзуном и Йёргеном Хансеном с результатом 2:12:20 расположился в итоговом протоколе соревнований на третьей позиции, уступив только командам из Советского Союза и Польши — тем самым завоевал бронзовую олимпийскую медаль.
После монреальской Олимпиады Франк ещё в течение десяти лет выступал на шоссе, представляя различные европейские клубы. Так, в 1977 году он отметился выступлением в групповой гонке на шоссейном чемпионате мира в Сан-Кристобале, где в конечном счёте сошёл с дистанции, в 1978 году в той же дисциплине стартовал на мировом первенстве в Нюрбургринге, в 1980 году участвовал в многодневной «Вуэльте Андалусии», в 1984 году стал третьим в однодневной гонке «Де Кюстпейл» в Бельгии.
Но наибольшую известность в последующие годы получил именно как трековый гонщик. В общей сложности стартовал на 141 трековой шестидневной гонке, из них выиграл 20, в том числе «Шесть дней Гента» совместно с Патриком Серкю в 1981 году. Дважды побеждал на чемпионатах Европы в мэдисоне: в 1981 году в паре с Хансом-Хенриком Эрстедом и в 1983 году с Рене Пейненом. В 1984 году становился чемпионом Европы в дисциплине дерни.
После завершения спортивной карьеры в 1986 году работал управляющим на копенгагенском велотреке. Позже владел магазином по продаже велосипедов в Копенгагене.
Умер 19 января 2019 года в возрасте 62 лет.